# Пандейра
Пандейра (від ісп. pandero) — бразильський ударний музичний інструмент з родини ідіофонів.
Складається з чотирикутної дерев'яної рамки і серединної рейки, яка переходить в ручку-держак. Між боковинами рамки і рейкою розташовано 4-8 пар тарілочок на металевих стержнях. Звук видобувають струшуванням. Використовують для підкреслення ритму в джазі.

## Джерело
- Юрій Юцевич. Музика: словник-довідник. — Тернопіль, 2003. — 404 с. — ISBN 966-7924-10-6. (html-пошук по словнику, djvu)